# Backrooms (serie web)
Backrooms, a veces llamada Backrooms de Kane Pixels para distinguirla de la leyenda urbana en su conjunto, es una serie web semiantológica creada por el youtuber y cineasta estadounidense Kane Parsons. Está inspirada libremente en la leyenda urbana de las Backrooms. La serie se estrenó en 2022 con el cortometraje "The Backrooms (Found Footage)", que cuenta con más de 66 millones de visualizaciones hasta mayo de 2025. Parsons ampliaría la serie, todavía en progreso, para incluir veintiún episodios más. Una adaptación cinematográfica de la serie está en desarrollo, dirigida por Parsons y producida por A24, 21 Laps Entertainment, Atomic Monster y Chernin Entertainment. En enero de 2023, la serie entró en pausa hasta el estreno de una nueva entrega en septiembre de 2024. A fecha de agosto de 2025, la serie se encuentra otra vez en pausa, debido a que la adaptación cinematográfica ha entrado en fase de producción.
La serie gira principalmente en torno a Async, un instituto de investigación ficticio que descubre las Backrooms (llamadas “the Complex” ("el Complejo") dentro del universo de la serie) e intenta documentarlas e investigarlas.

## Premisa
El 2 de julio de 1988, el instituto de investigación ficticio "Async" presenta su proyecto del "sistema de distorsión magnética de baja proximidad", afirmando que, si cuenta con el suficiente respaldo por parte del Gobierno de los Estados Unidos, ofrecerá una solución rentable para todas las necesidades actuales y futuras de almacenamiento y vivienda. Tras conseguir, gracias a ese sistema, acceso a las Backrooms (bautizadas "the Complex" ["el Complejo"] dentro del universo de la serie), Async intenta estudiarlas y documentarlas. Mientras tanto, los casos de personas desaparecidas empiezan a despegar. La mayoría de episodios se centran en distintas anomalías con las que Async se encuentra dentro del Complejo, mientras siguen presentando sus avances al Departamento de Energía de los Estados Unidos.

## Desarrollo y temas
Después de realizar varios vídeos inspirados en Attack on Titan, Parsons estaba buscando “cosas nuevas que hacer”. Estaba entre proyectos y se inspiró para crear una animación en estilo found footage (metraje encontrado) de las Backrooms tras redescubrir un render que había guardado algún tiempo antes. Parsons conocía vagamente las Backrooms por la imagen original y el pie de foto que había visto en Instagram dos años antes. Sin embargo, no conocía la comunidad que había detrás. En una entrevista, declaró:
“Me topé con la imagen original en mi ordenador... y simplemente pensé: ‘huh, sería interesante ver si puedo ir a mi software 3D, Blender, e intentar recrear una escena en este entorno’.”
Usó Blender para crear una animación de prueba en la que una silla era lanzada en las Backrooms y chocaba contra una pared. Ese plano acabaría utilizándose en el primer vídeo de la serie. Parsons usó Adobe After Effects junto con Blender para crear ese primer vídeo; le llevó un mes terminar el corto.

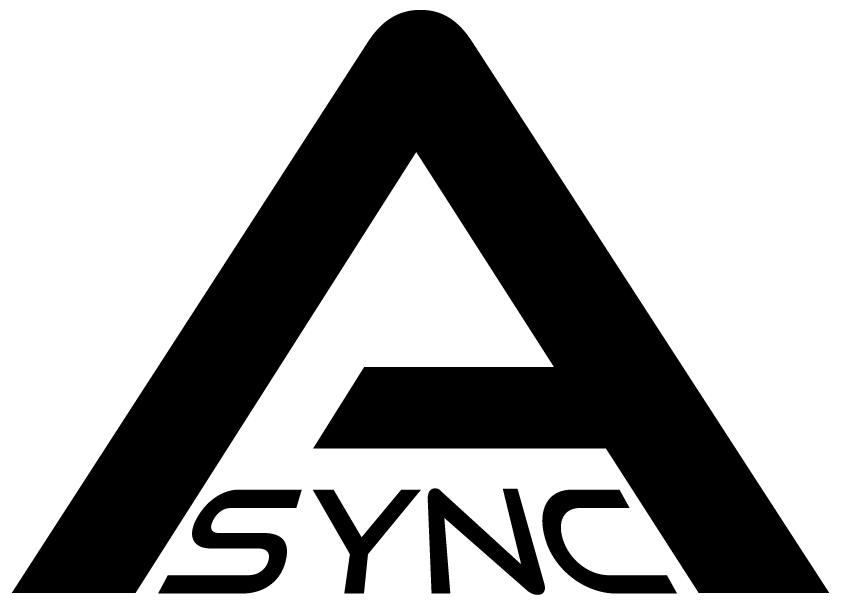
Logotipo de Async, el instituto de investigación ficticio que investiga las Backrooms o "el Complejo"

Poco después de publicar el primer vídeo, Parsons expandió el concepto con varias ideas que tenía en su mente desde hacía tiempo, hasta convertirlo en una serie. En ella estableció elementos argumentales como Async, un instituto de investigación científica ficticia que descubre las Backrooms a finales de los años 80 y lleva a cabo investigaciones activamente en ellas. Varias de las animaciones de personajes en entregas posteriores requirieron el uso de trajes de captura de movimiento.

En una entrevista con ABC News, Parsons describió la serie como “una historia de cocción lenta que se centra tanto en la política de Async y del gobierno de Estados Unidos, como en las funciones extrañas y confusas del Complejo, o las Backrooms”. Parsons atribuye como influencia para su serie la estética de los espacios liminales que circula por Internet. En una entrevista con Vice, describió las Backrooms como una manifestación de recuerdos vagamente recordados y sin contexto, como viejas fotos familiares de los años 90 y 2000:
“El flash siempre está encendido, la iluminación se ve desagradable, las paredes son amarillas, el balance de blancos está totalmente mal.”

## Episodios
| N.º | Título                     | Dirigido por | Escrito por  | Fecha de emisión original |
| --- | -------------------------- | ------------ | ------------ | ------------------------- |
| 1 | «Found Footage»            | Kane Parsons | Kane Parsons | 7 de enero de 2022        |
| En 1991, mientras filmaba un cortometraje, un camarógrafo cae a través del suelo, acabando en el Complejo. Éste empieza a explorar los pasillos, encontrándose con habitaciones y pasillos de diferentes tamaños con el mismo papel de pared amarillo. Durante su exploración, encuentra un pasillo que desprende una potente luz verde. Mientras examinaba una pared con grafitis, oye un sonido a sus espaldas y, al girarse, ve a una criatura (a la que Parsons llama "lifeform" ["forma de vida"]), que empieza a perseguirlo. El camarógrafo escapa a un piso inferior, donde experimenta diversas anomalías arquitectónicas antes de ser conducido de vuelta a la superficie. Poco después, es perseguido de nuevo. Se esconde de la lifeform en un estrecho hueco de la pared que conduce a una pendiente pronunciada, momento en el que la criatura carga contra él, lo agarra y le hace soltar su cámara por la pendiente, que vuelve a la realidad y cae del cielo en 1996. Según la descripción del vídeo en YouTube, el metraje sería encontrado el 23 de septiembre de 1996. |                            |              |              |                           |
| 2 | «Mar11_90_ARCHIVE.tar»     | Kane Parsons | Kane Parsons | 8 de enero de 2022        |
| Un archivo .tar abierto muestra imágenes del Complejo y personal censurado. |                            |              |              |                           |
| 3 | «The Third Test»           | Kane Parsons | Kane Parsons | 13 de enero de 2022       |
| El 2 de julio de 1988, el Instituto de Investigación Async realizó la tercera prueba de su "Sistema de Distorsión Magnética de Baja Proximidad". Una voz sintetizada explica que, en abril de ese año, se celebró una rueda de prensa donde el subdirector de Async, Ivan Beck, declaró que el objetivo del proyecto era abordar la creciente crisis de vivienda y almacenamiento. |                            |              |              |                           |
| 4 | «First Contact»            | Kane Parsons | Kane Parsons | 17 de enero de 2022       |
| El 17 de octubre de 1989, Async realiza la sexta prueba del Sistema de Distorsión Magnética de Baja Proximidad. La prueba resulta en la apertura de una puerta de acceso al Complejo, coincidiendo con el terremoto de Loma Prieta de 1989. |                            |              |              |                           |
| 5 | «Missing Persons»          | Kane Parsons | Kane Parsons | 28 de enero de 2022       |
| Los casos de personas desaparecidas se disparan poco después de la apertura del Umbral (nombre dado al portal creado por Async en "Primer Contacto"). Durante una expedición rutinaria, varios empleados de Async descubren un cadáver apoyado contra una pared cubierto de una masa oscura similar al moho. |                            |              |              |                           |
| 6 | «Autopsy Report»           | Kane Parsons | Kane Parsons | 23 de febrero de 2022     |
| Se realiza la autopsia del cuerpo hallado en "Missing Persons". El médico forense determina que el crecimiento es una mutación maligna del bacilo del heno. El médico forense pregunta a Ivan Beck de dónde proviene el cuerpo. La escena cambia repentinamente a un televisor que recibe interferencias con numerosas imágenes antes de centrarse en el Umbral, con el sol superpuesto. |                            |              |              |                           |
| 7 | «Informational Video»      | Kane Parsons | Kane Parsons | 12 de febrero de 2022     |
| El vídeo comienza mostrando una fecha imposible: el 29 de febrero de 1990. Peter Tench, empleado de Async, se separa de su grupo de expedición mientras investiga ruidos extraños provenientes de una bifurcación. Tras ver a su grupo desaparecer ante él en un destello azul, Peter comienza a buscarlos desesperadamente. En el proceso, encuentra una habitación oscura y pequeña con la fachada de una casa al otro lado. Regresa al Umbral, solo para encontrar una sala de observación que no estaba anteriormente. Accede a la sala, activando una alarma en el proceso. |                            |              |              |                           |
| 8 | «Motion Detected»          | Kane Parsons | Kane Parsons | 11 de marzo de 2022       |
| Async instala cámaras activadas por movimiento en la zona del Complejo próxima al Umbral. Se crea un vídeo-recopilatorio con todas las grabaciones disponibles. Los primeros clips son discretos, mostrando a empleados pasando entre pilares, la barrera del Umbral cerrándose y un fallo del micrófono. La grabación final capta una masa oscura que observa desde detrás de una pared distante. |                            |              |              |                           |
| 9 | «Prototype»                | Kane Parsons | Kane Parsons | 28 de marzo de 2022       |
| En mayo de 1982, se lleva a cabo una prueba preliminar del "sistema de distorsión magnética de baja proximidad" en el Laboratorio Nacional de Oak Ridge. |                            |              |              |                           |
| 10 | «Pitfalls»                 | Kane Parsons | Kane Parsons | 1 de mayo de 2022         |
| Durante una expedición rutinaria en el Complejo, investigadores de Async descubren una habitación (posteriormente bautizada "habitación 14D") con profundos pozos rectangulares. Mark Blume se ofrece a cruzarlos para abrir la puerta del otro lado. Tras cruzar, abre la puerta y descubre una habitación bañada en luz verde. Empieza a pedirle urgentemente al camarógrafo Marvin E. Leigh que cruce y documente lo que ve. Marvin intenta cruzar a regañadientes, animándose a sí mismo para sobrellevar el vértigo, pero tropieza y cae en uno de los pozos. Mientras examina su nuevo entorno, Marvin oye gritos lejanos. Avanza hacia el origen del sonido, lo que lo lleva a una casa al final de una calle residencial iluminada con luces rojas que parece estar ambientada de noche. Al entrar en la casa, descubre que el origen del sonido no era una persona, sino una lifeform que empieza a perseguirlo. Marvin logra escapar con la ayuda de sus compañeros. |                            |              |              |                           |
| 11 | «Report»                   | Kane Parsons | Kane Parsons | 20 de mayo de 2022        |
| Altos mandos de Async revisan las imágenes grabadas por Marvin en «Pitfalls». Sorprendidos por la existencia de vida hostil en el Complejo, bloquean el acceso a la parte del Complejo que conduce a la Sala 14D. |                            |              |              |                           |
| 12 | «Report»                   | Kane Parsons | Kane Parsons | 20 de mayo de 2022        |
| Imágenes en blanco y negro de las cámaras de vigilancia de una autopista muestran un coche desapareciendo en medio del asfalto. |                            |              |              |                           |
| 13 | «Presentation»             | Kane Parsons | Kane Parsons | 25 de junio de 2022       |
| Async propone planes para la posible comercialización del Complejo bajo el nombre de «A-Space». El 8 de mayo de 1990, una reunión con el secretario general del Departamento de Energía de los Estados Unidos, James Watkins, se interrumpe abruptamente cuando un angustiado Peter Tench, quien se revela que viajó en el tiempo, regresa a la sala de observación del Umbral. |                            |              |              |                           |
| 14 | «_recording014»            | Kane Parsons | Kane Parsons | 8 de diciembre de 2022    |
| En una llamada telefónica, un alto cargo de Async llamado Clyde pregunta a Ivan Beck sobre Peter Tench, quien había sido recuperado de la sala de observación del Umbral después de los eventos de «Presentation». La imagen sobreescrita muestra un recorte de periódico informando de la muerte de una persona en un accidente de tráfico. |                            |              |              |                           |
| 15 | «Found Footage #2»         | Kane Parsons | Kane Parsons | 21 de agosto de 2022      |
| Una mujer descubre una zona del suelo de su garaje donde los objetos se hunden. Tras usar una cinta métrica para medir la profundidad de la transición, la habitación empieza a temblar y es absorbida por el suelo, cayendo en el Complejo. Ahí, descubre arquitectura irregular, muebles con proporciones distorsionadas y grandes espacios abiertos en estado de abandono. Finalmente, se topa con un coche que cayó dentro del Complejo y se estrelló contra una pared. Siguiendo las manchas de sangre del conductor, la conducen a una casa con una habitación llena de sustancia orgánica oscura y un cuadro. Una lifeform emerge entonces de esa sustancia y empieza a perseguirla. Tras cruzar varios espacios que recuerdan a piscinas interiores con varios resplandores verdes, finalmente es acorralada en una habitación antes de que una de las paredes empiece a desplazarse sutilmente y se formen grietas de luz verde a su alrededor. La grabación se corta bruscamente, revelando que estaba siendo vista en un televisor. |                            |              |              |                           |
| 16 | «home_27647.mov»           | Kane Parsons | Kane Parsons | 22 de agosto de 2022      |
| Se presenta una recopilación de grabaciones VHS y fotografías de espacios urbanos, naturaleza, puestas de sol en el horizonte y el interior de una casa cuya estructura coincide con la que se ve en Found Footage #2. Al final se presta atención a la pintura que aparece al fondo de una de las fotos: la misma que aparece en Found Footage #2. |                            |              |              |                           |
| 17 | «Reunion»                  | Kane Parsons | Kane Parsons | 8 de diciembre de 2022    |
| El 25 de mayo de 1990, Async reabre el acceso a la habitación 14D. Tras ser declarado seguro, numerosos investigadores acuden a la habitación y comienzan a cubrir los fosos. Mientras tanto, tres investigadores, entre ellos Marvin Leigh y Mark Blume (quien ahora lleva una escopeta), son enviados a evaluar la habitación que conduce a la habitación 14D, que es mucho más grande y está prácticamente a oscuras. Tras encontrar un mapa dibujado a mano en una de las paredes, los tres son repentinamente emboscados por un hombre que Marvin reconoce como Peter Tench. Peter, apuntándoles con la escopeta, revela que Async fingió su muerte, lamentando que su familia lo crea muerto. Mark solicita ayuda armada al equipo en la otra habitación, antes de ser baleado por Peter. |                            |              |              |                           |
| 18 | «Overflow»                 | Kane Parsons | Kane Parsons | 24 de diciembre de 2022   |
| En agosto de 1972, un sistema mecánico sufre una sobrecarga eléctrica. Una potente luz verde y un ruido ensordecedor invaden gradualmente una oficina. La atención se centra en un documento fijado en un tablón de anuncios, en el que aparece la firma de Ivan Beck. El vídeo cierra con un cielo estrellado fracturado en un efecto de espejo. |                            |              |              |                           |
| 19 | «Damage Control»           | Kane Parsons | Kane Parsons | 30 de enero de 2023       |
| Tras dispararle a Mark Blume, Tench huye y sale de las instalaciones. Al día siguiente, Async celebra una reunión donde contextualizan los sucesos del día anterior. Se confirma que, tras la desaparición de Tench en el Complejo, Async fingió su muerte para evitar sospechas. Tras encontrarlo con vida, lo mantuvieron en las instalaciones mientras trabajaban para reintegrarlo. Sin embargo, Tench, en un estado mental deteriorado, regresó a escondidas al Complejo, donde fue encontrado por el grupo de Mark. Se revela que, tras escapar de las instalaciones, Tench fue encontrado muerto, aparentemente por una caída y golpeándose la cabeza contra una roca. El vídeo termina con breves imágenes intermitentes y un teléfono sonando en una habitación vacía. |                            |              |              |                           |
| 20 | «Found Footage #3»         | Kane Parsons | Kane Parsons | 13 de septiembre de 2024  |
| Un hombre involucrado en una conspiración, Ravi, cae en las Backrooms tras investigar un ruido procedente de su sótano. Ravi recorre la laberíntica red de habitaciones y pasillos hasta encontrarse en una habitación oscura y desordenada donde una criatura desconocida comienza a perseguirlo. Ravi corre, cruzando una pasarela que da a una ciudad iluminada en rojo, aparentemente simulada, antes de adentrarse aún más en el Complejo. Utiliza un transmisor de radio para pedir ayuda cuando, tras investigar las conversaciones por radio, una figura humanoide se abalanza sobre él; Ravi escapa por los pelos. Varias horas más tarde y tras recorrer varios lugares del Complejo, Ravi descubre una casa situada en medio de una gran habitación con agujeros salpicados en sangre. En su interior, oye a un hombre hablando al otro lado de una pared. Ambos intentan buscarse cuando se dan cuenta de que ninguno puede ver al otro. El hombre accede a regañadientes a ayudar a Ravi y comienza a derribar la pared cuando se oye un fuerte ruido que sacude violentamente la habitación y se oye gritar al hombre. Entonces todo se queda en silencio y Ravi pierde el contacto con el hombre. Tras un tiempo indeterminado, un Ravi derrotado habla a la cámara moribundo y afirma que ha olvidado cómo es el cielo. |                            |              |              |                           |
| 21 | «Lighting and Tile Survey» | Kane Parsons | Kane Parsons | 02 de octubre de 2024     |
| El 14 de noviembre de 1989, poco después de los acontecimientos de «First Contact», empleados de Async retiran una placa del techo y una lámpara fluorescente del Complejo, y varios de ellos observan la aparente ausencia de una fuente de alimentación externa para la lámpara. Al día siguiente, la Dra. Julia Meisner informa de los resultados preliminares del análisis, cuyos hallazgos más destacables son las proporciones no estándar tanto de las baldosas como de las bombillas. Las marcas en los componentes de la luz indican que el balasto eléctrico se fabricó en 1975, la luminaria en 1973 en Reading, Pensilvania, y las bombillas en sí mismas fueron fabricadas por Sylvania Electric Products en un año desconocido. |                            |              |              |                           |
| 22 | «Static Dead End»          | Kane Parsons | Kane Parsons | 12 de febrero de 2025     |
| Tras la muerte de Peter Tench, Marvin Leigh y George Levy debaten los acontecimientos; Marvin expresa su preocupación por que el Departamento de Energía haya matado a Peter, mientras que George se muestra escéptico y afirma que no debería preocuparles. Marvin acaba cediendo ante los argumentos de George, quien le anima a pedir una baja temporal. El 29 de mayo de 1990, los investigadores regresan a la habitación 14D para investigar lo que Mark Blume encontró detrás de la puerta. George, que ahora maneja la cámara, documenta papel de pared alargado, depresiones en el suelo y muebles incrustados caóticamente en las paredes y el suelo. |                            |              |              |                           |

## Recepción
La recepción de la serie ha sido en su mayoría positiva. El primer vídeo recibió buenas críticas por parte de los medios. WPST lo calificó como “el vídeo más aterrador de Internet”. Otaku USA lo categorizó como horror analógico, mientras que Dread Central y Nerdist lo compararon favorablemente con el videojuego Control (2019). Kotaku elogió la serie por su contención a la hora de manejar el terror y el misterio. Rob Beschizza, de Boing Boing, predijo que las Backrooms, al igual que el creepypasta Slender Man y su criticada adaptación cinematográfica de 2018, acabarían siendo adaptadas en una “película de Hollywood de 2 horas, elegante pero deprimente”.
Parsons dijo que “no tenía ni idea” de que ya existiera una comunidad de fans en torno a la leyenda original de las Backrooms, y recordó haberse sorprendido al ver comentarios en su primer vídeo de personas diciendo cosas como: “Estás haciendo mal las Backrooms. ¿Qué es esto?” o “Se supone que en el nivel uno hay smilers.” Comentó que eso siguió ocurriendo hasta que, con el tiempo, “la gente casi se olvidó de la versión antigua” y su interpretación fue “como adoptada” por los fans.
Por su trabajo en la serie, Parsons recibió un premio Creator Honor de parte de The Game Theorists durante la 12.ª edición de los Premios Streamy. Las entregas de la serie han acumulado un total de más de 188 millones de visualizaciones.